# Atenizoides
Atenizoides is een kevergeslacht uit de familie van de boktorren (Cerambycidae). De wetenschappelijke naam van het geslacht werd voor het eerst geldig gepubliceerd in 1968 door Gilmour.

## Soorten
Atenizoides is monotypisch en omvat slechts de volgende soort:
- Atenizoides curacaoae Gilmour, 1968